# Sayyid Hamud ibn Muhammad
Sayyid Hamud ibn Muhammad al Bu Said, född 1853 i Oman, död 18 juli 1902 i Stone Town, Zanzibar. Han var son till Muhammed bin Said, en son till Said ibn Sultan, sultan av Oman, och blev sultan av Zanzibar, efter sin kusin Sayyid Khalid ibn Barghashs tvådagars regeringstid 27 augusti 1896.